# ヘルムート・ジック
ヘルムート・ジック（Maximilian Heinrich Friedrich Hellmuth Sick、Helmut Sickとして知られる。1910年1月10日 - 1991年3月5日）は、ドイツ生まれの鳥類学者である。後にブラジルに帰化した。ブラジルの絶滅に瀕する鳥類に関する著書を著した。

## 生涯
ライプツィヒで生まれた。18歳の時、ザクソン鳥類クラブ（Verein sächsischer Ornithologen）の会員になり、21歳でドイツ鳥類学会（Deutschen Ornithologen-Gesellschaft）に加わり28歳で事務局員になった。1933年にベルリンに移り、ベルリン大学でアーウィン・シュトレーゼマン（Erwin Stresemann）に学んだ。ベルリン大学の動物学博物館の鳥類部門の助手となった。1939年に シュトレーゼマンの勧めで、ドイツ鳥類学会、副会長のアドルフ・シュナイダー（Adolf Schneider）のブラジル調査旅行に加わり、そのままブラジルに残り、ブラジルの鳥類を研究することを選んだ。
1942年にブラジルがドイツとの戦争に参戦すると、ジックは逮捕され、Ilha das FloresやIlha Grandeの収容所に1945年まで収容された。1946年から1959年まで、ブラジル政府によって中央ブラジルやアマゾン川南部の人口過疎地域の調査する機関（Fundação Brasil Central :FBC ）のために働いた。1952年にブラジルに帰化した。
1957年にドイツ語でブラジル中南部の探検記"Tukaní"を著し、これは英語、ポルトガル語、スペイン語、日本語に翻訳された。1960年からリオデジャネイロ連邦大学国立博物館（Museu Nacional da Universidade Federal do Rio de Janeiro）の鳥類部門で働き、後に鳥類部長となった。
主著は1985年に出版された、『ブラジルの鳥類』"Ornitologia Brasileira"で、ドイツ語で出版され、Guttorm Hanssenによってポルトガル語訳され、William Beltonによって英訳された。

## 著書
- Tukaní – Unter Tieren und Indianern Zentralbrasiliens bei der ersten Durchquerung von SO nach NW. Parey, Hamburg 1957.
- Axel Amuchástegui: Studies of birds and mammals of South America. Mit Texten von Helmut Sick. John Murray in association with The Tryon Gallery, London 1967, (englisch).
- Ornitologia Brasileira. Linha Grafica Editora, Brasilia 1984, ISBN 85-230-0087-9,
- Birds of Brazil. A Natural History. Princeton University Press, Princeton NJ 1993, ISBN 0-691-08569-2.